# 落馬洲村

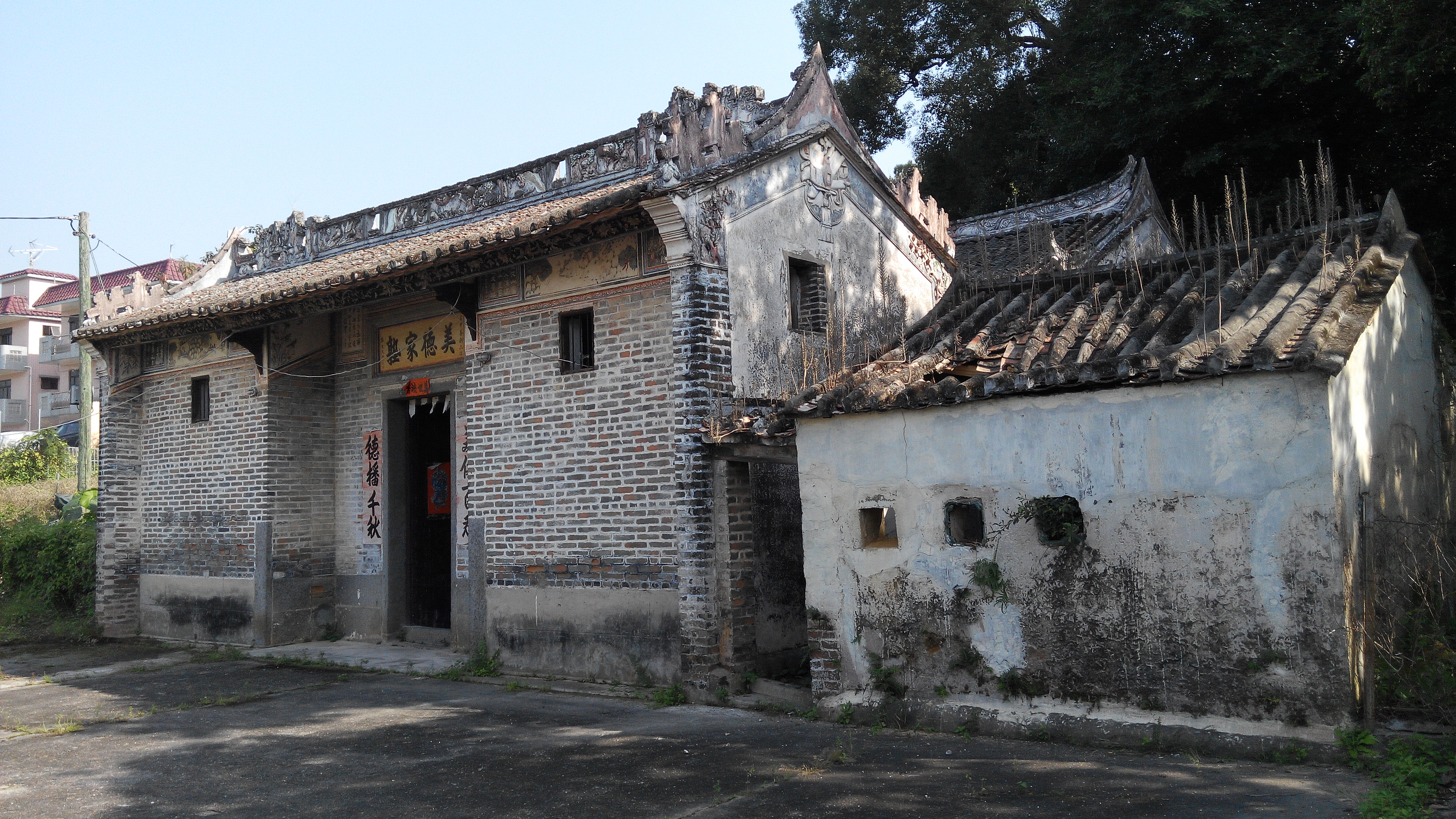
落马洲村美德书室及其附属建筑。

落马洲村，舊稱勒馬洲村，是香港元朗区落马洲的一个村落，亦是新界小型屋宇政策下的认可乡村。

## 历史
张氏家族起源于广东省东莞市，约500年前定居于落马洲村，遷自深圳隔塘張家圍（今水貝村）。
據族譜記載，張氏於明成化二年（1466年）自水貝遷往向西村及湖貝村，再遷田面蚊洲（今深圳上步新洲），最後於清初到落馬洲一個山崗的北面建村。
落马洲村的美德美德家塾及其附属建筑已被列为二级历史建筑。 

## 外部連結
- Delineation of area of existing village Lok Ma Chau (San Tin) for election of resident representative (2019 to 2022) （页面存档备份，存于）
- Antiquities Advisory Board. Pictures of Mi Tak Study Hall, Main Block, Lok Ma Chau （页面存档备份，存于）
- Antiquities Advisory Board. Historic Building Appraisal. Mi Tak Study Hall, Ancillary Building, Lok Ma Chau （页面存档备份，存于） Pictures （页面存档备份，存于）

22°30′48″N 114°04′47″E / 22.513284°N 114.079721°E